# Aile (zoologie)
Pour les articles homonymes, voir Aile.

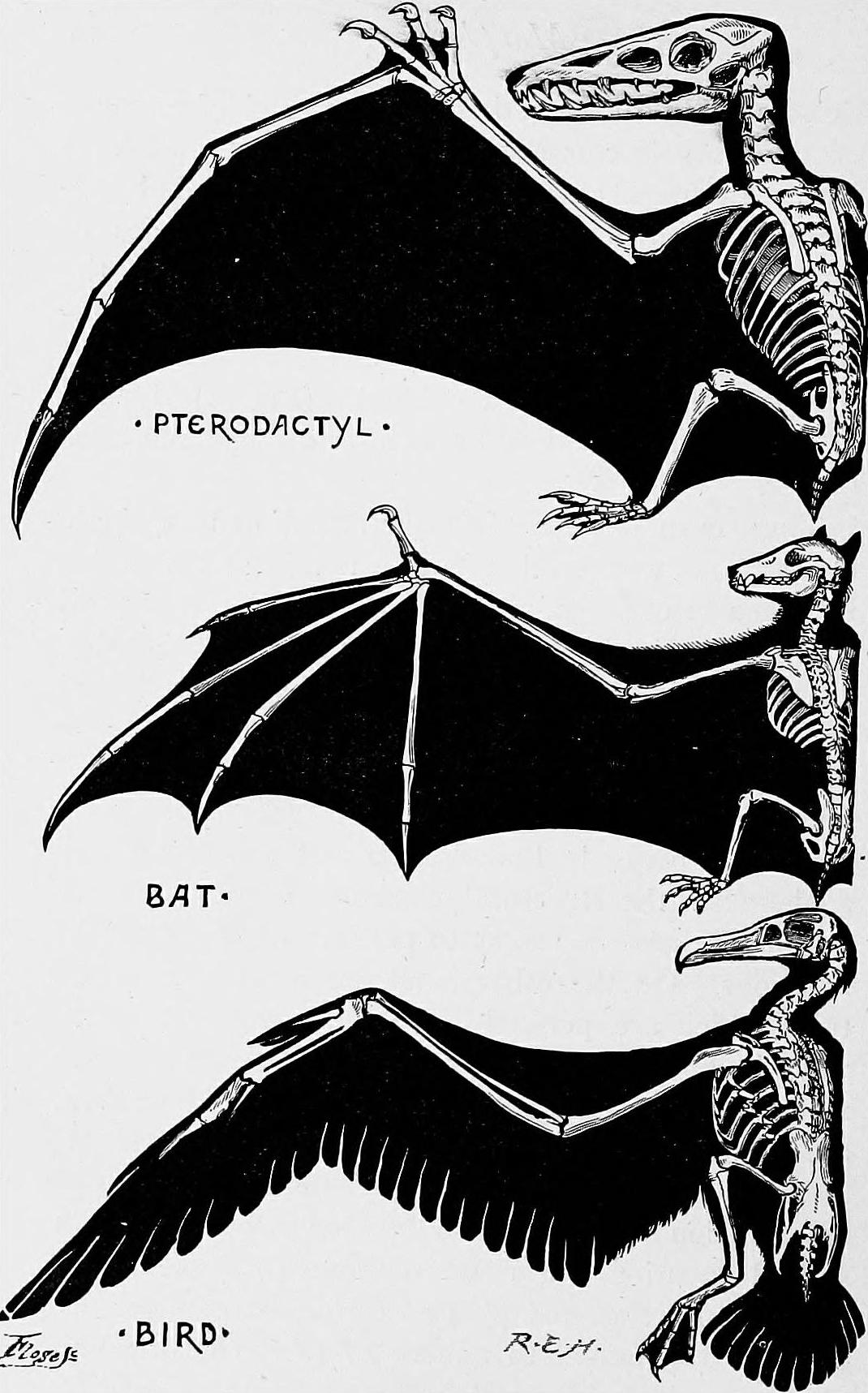
Ailes de :
1- Ptérosaure
2-Chauve-souris
3-Oiseau

Une aile est un organe externe qui permet à de nombreuses espèces animales de voler. De nombreuses espèces possèdent des ailes, même si ce mot évoque d'abord les ailes des oiseaux. Chez les espèces ne pouvant pas ou plus voler, on parle d'aile vestigiale.

## Tétrapodes
Les premiers tétrapodes à avoir disposé d'ailes sont les ptérosaures, seuls reptiles aptes au vol, dont les dernières espèces ont disparu au cours de l'extinction du Crétacé. Les techniques de vol des ptérosaures font l'objet de multiples spéculations scientifiques, du fait que certains grands ptérosaures pouvaient peser plus de 200 kg, ce qui suppose de grandes différences par rapport aux organismes connus capables de voler. 
La plupart des oiseaux peuvent voler, mais certaines espèces comme les ratites en sont incapables. Chez les oiseaux les ailes, garnies de plumes plus ou moins colorées, servent également lors des parades nuptiales. 
Les seuls mammifères à disposer d'ailes sont les chauves-souris, les autres espèces comme les écureuils volants ne disposent que d'un patagium permettant le vol plané mais ne permettant pas de s'élever dans les airs. Plusieurs espèces disposent d'une extension de peau qui forme une surface de sustentation comme chez certaines grenouilles, lézards, mais ce ne sont pas, à proprement parler, des ailes.

## Insectes
Les ailes des insectes sont des expansions de l'exosquelette de l'insecte qui lui permettent de voler. Ce ne sont pas des membres.

## Poissons
Les nageoires des raies sont nommées également ailes. Les raies se servent de celle-ci comme celle des oiseaux. Les nageoires pectorales des poissons volants sont aussi qualifiées d'ailes.

## Analogie

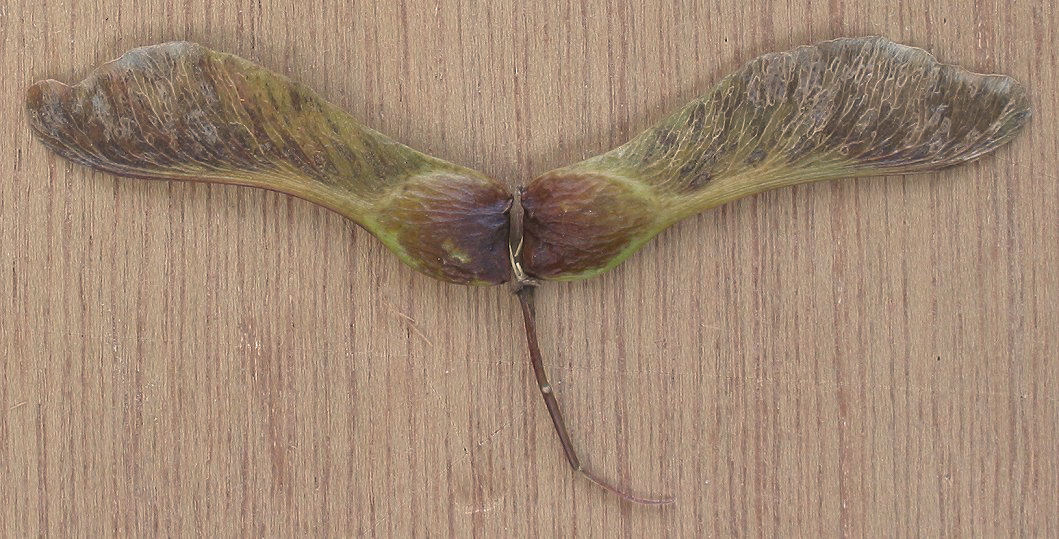
Samare double d'érable

Par analogie de forme ou de fonction, on qualifie d'« aile » certaines extensions d'organes de plantes comme pour le samare, un fruit.

## Mythologie
De nombreuses mythologies ont équipé d'ailes des créatures telles que les Phénix, dragons, sphinx grecs, Pégase. Une certaine symbolique y est associée dans la mythologie chrétienne puisque les anges sont représentés équipés d'ailes d'oiseaux, alors que les démons sont équipés d'ailes de chauves-souris, animal nocturne en Occident.